# SubParty
 (décembre 2010).
Si vous disposez d'ouvrages ou d'articles de référence ou si vous connaissez des sites web de qualité traitant du thème abordé ici, merci de compléter l'article en donnant les références utiles à sa vérifiabilité et en les liant à la section « Notes et références ».

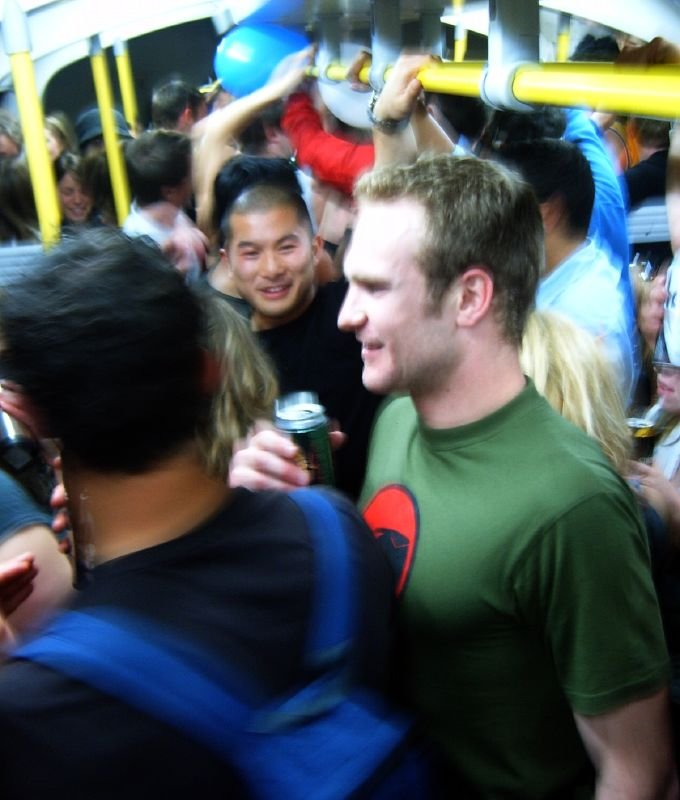
Subway Party célébrant la dernière nuit où la consommation d'alcool est permise dans le métro londonien en mai 2008.

Une SubParty (souvent simplement abrégé en Sub et parfois appelée Métro Party ou encore Party Terrorist) est un type de flashmob lors de laquelle les participants investissent une rame de métro pour y faire la fête le temps d'un aller-retour, puis se dispersent.
Le terme est un mot-valise construit à partir de l'anglais Subway (métro) et Party (fête).

## Concept

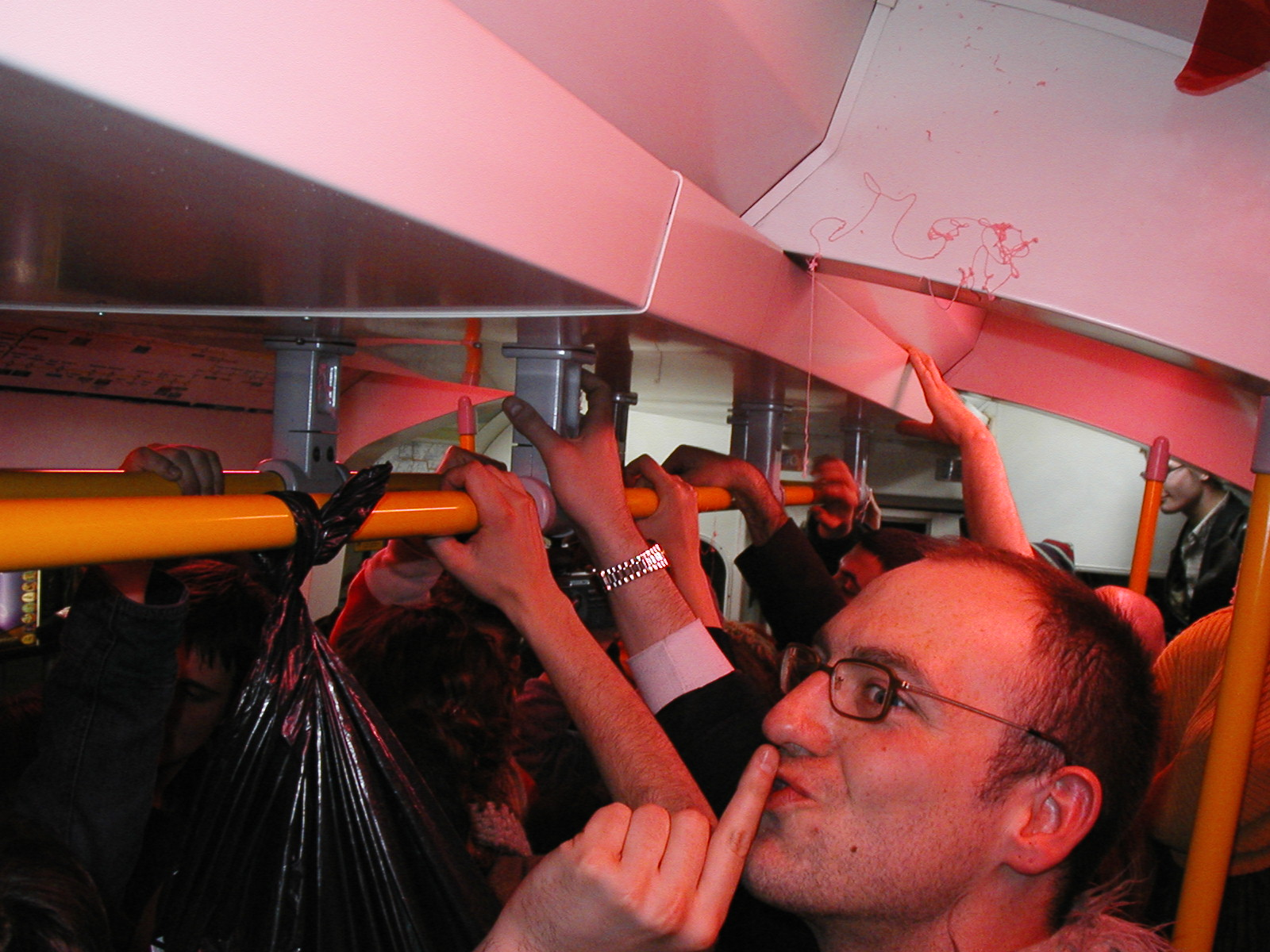
Subway Party sur la Circle line du métro londonien, le 14 mars 2003.

Le principe de la SubParty est de détourner le métro de sa raison d'être initiale, un moyen de transport collectif et souvent peu convivial, pour le transformer en un lieu festif où la densité humaine, dans cet espace restreint, est pour une fois l'objet de joie et de bonne humeur.

### Organisation
À l'instar d'autres flashmobs, c'est principalement par le biais d'internet que les participants, les subbers, reçoivent les informations. 
Néanmoins, la Sub étant victime de son succès (à Paris du moins) le but des organisateurs n'est plus aujourd'hui de rassembler le plus de monde possible comme ça a pu être le cas, mais au contraire de le limiter afin d'assurer l'encadrement nécessaire au bon déroulement de l’événement jusqu'à son terme.
Ces fêtes, underground par essence (sans jeu de mots !) et dont l'organisation n'a rien d’officiel, restent tolérées par la R.A.T.P. dont les agents peuvent parfois accompagner l’événement de façon plus ou moins discrète ou, dans certains cas, demander purement et simplement l'évacuation : il est par exemple déjà arrivé qu'une Sub soit avortée après seulement 2 stations, l'équipe de 8 personnes qui composait alors le staff s'étant rapidement faite déborder par les quelque 600 subbers qui étaient présents ce soir là.[réf. souhaitée]

### Déroulement
- En amont de l’événement l'équipe organisatrice définit la ligne qui sera empruntée ainsi que la date et l'endroit du rendez-vous, en fonction des disponibilités de chacun ou à l'occasion d'un événement du calendrier comme la St-Valentin, Noël, etc.
- L’événement est ensuite annoncé au public, environ une semaine avant la date choisie (souvent en weekend).
- L'heure et le point de rendez-vous précis ne sont divulgués que la veille ou parfois le jour-même, en fonction du nombre de personnes souhaité.
- À l'heure convenue, les participants sont invités à descendre dans la station, se regroupent sur le quai puis embarquent dans une rame.

## En France

### Paris
La première date fut à priori le 28 février 2005 sous l'appellation Party Terrorist sur la ligne 7 bis, initiée par les collectifs Dcontract (Rod Reynolds / Hansel) & Aristopunk qui, parmi leurs autres actions volontairement festives, décalées et underground, se sont chargés ensemble de 3 éditions sous ce même nom jusqu'en février 2007. Il est a noter que ces Party Terrorist étaient organisées sans autorisation mais avec l'accord tacite de la RATP dès 2006 (Régie Autonome des Transports Parisiens), puisque l'organisation était millimétrée et se faisait dans le respect des rames, des stations et des voyageurs. Ces événements ont fortement été relayés par les médias (Le Parisien, Paris Dernière, etc) et ont permis notamment à Dcontract de muer d'un collectif festif à agence événementielle désormais reconnue et installée internationalement. 
Ces fêtes sont aujourd'hui principalement organisées par les collectifs SubParty, Metro Party Concept ou Apéro Métro, par le biais de Facebook et/ou de sites tiers.

### Montpellier
La ville n'ayant pas de réseau de métro, le concept est décliné et montpelliérains se tournent vers le  tramway.
Après l'échec d'un premier groupe, les [F.E.L.E.S] ont pris la relève, organisant ainsi une Discotram en mai 2008, une Carnavatram en mars 2009, ou encore une Feriatram en juin 2010.

## À l'international
- Newmindspace tout d'abord, présents au Canada (Toronto en 2003[6] et Montréal en mars 2007[7]) et à New York.
- Aristopunk à nouveau, qui organise toujours de telles fêtes : ils étaient dans le métro de Copenhague le 3 décembre 2010[8].